# 除隊
除隊（じょたい、英：discharge）は、軍人が負傷・兵役の満了、あるいは懲戒などにより、軍隊を辞めること。退役（たいえき）ともいう。
旧日本軍では、兵・下士官の場合を「除隊」と呼び、将校の場合は「退役」と呼んで区別していた。今日の自衛隊でも「除隊」の語は一般的に使われてはいるが、これは非公式な表現で、自衛隊法による正式（法的）な用語は「退職」となっている。
国民皆兵制の大韓民国では、現役から予備役や補充役、戦時勤労役（旧：第2国民役）に転換する際、「除隊」（チェデ、제대）という語のほかに、「転役」（チョニョク、전역）という語が広く使用されている。また、補充役、常勤予備役、社会服務要員（旧：公益勤務要員）、産業機能要員、専門研究要員が義務服務を終える場合は「召集解除」（소집해제）と呼ばれる。

## 米軍の場合
1. 名誉除隊 (Honorable Discharge)
2. 一般除隊 (General Discharge)
3. 非名誉除隊 (Other Than Honorable Discharge)
4. 不行跡除隊 (Bad Conduct Discharge)
5. 不名誉除隊 (Dishonorable Discharge)

管理除隊の区分は名誉除隊、一般除隊、非名誉除隊の3つ。ほとんどの軍人は名誉除隊の資格が与えられるが、職務や行動基準に何かしらの問題があった場合は一般除隊となり、一部の退役軍人向け支援の受け取り資格を失い、再入隊も認められない場合がある。統一軍事司法法典（UCMJ）違反（治安紊乱、民間当局による逮捕および有罪判決、暴行、職権乱用、薬物乱用など）による処罰を受けた場合は非名誉除隊へと格下げされ、退役軍人給付金を受け取れなくなる。非名誉除隊は管理除隊に含まれてはいるが、市民生活においても不利益を被る可能性がある。
「一般除隊」は満期前の自己都合退職に相当する。
懲戒免職処分の懲戒除隊の区分は不行跡除隊と不名誉除隊の2つ。軍法会議での審理を経た後に処分として言い渡される。不行跡除隊は、一般あるいは特別軍法会議によって懲役刑を課された軍人に与えられる場合が多い。除隊手続きは刑期満了後に行われる。勤務中の飲酒、飲酒運転、姦通、治安紊乱による逮捕などが不行跡除隊の対象。不行跡除隊は給与の没収、階級の剥奪、給付金受給資格の喪失、連邦政府による退役軍人認定の剥奪、求職時の除隊区分の開示義務といった不利益を被る。

## 中国人民解放軍の場合
入隊後、軍隊になじめないなどの理由で除隊する場合には、数々の懲罰を加えられる。2019年、入隊直後に除隊を申し出た大学生の例では、罰金のほか2年間にわたり国内外の交通機関を使用した移動の制限、不動産の購入、ローン契約や保険の加入、事業の開業、大学や中等教育機関への入学などが禁止された上、将来にわたり政府機関や国営企業に就職できなくなる懲罰が科せられた。